# Sociedade Viva Cazuza
A Sociedade Viva Cazuza foi uma ONG brasileira fundada pelos pais do cantor e compositor Cazuza (o produtor musical João Araújo e a filantropa Lucinha Araújo) após sua morte, em 7 de julho de 1990. A organização teve como foco principal a assistência social e o cuidado de crianças e jovens soropositivos (infectados pelo vírus do HIV) com o emprego de recursos destinados à promoção de assistência à saúde, educação e lazer. 
Em 15 de outubro de 2020, após a marca de 328 crianças e jovens assistidos pela instituição, Lucinha Araújo declarou o encerramento das atividades da Sociedade Viva Cazuza em relação aos cuidados de crianças, pois não nascem mais crianças HIV o que era, de fato, o seu propósito. Entregou a casa que abrigava a organização para a Prefeitura Municipal do Rio de Janeiro - que, por sua vez, fundou, em 24 de fevereiro de 2021, o Espaço Cazuza, destinado à assistência social de crianças menores de 8 anos de idade em situação de vulnerabilidade socioeconômica , hoje a Sociedade Viva Cazuza atende 250 adultos HIV distribuindo cestas básicas mensalmente e é mantida pelos direitos autorais gerados pelo cantor e poeta Cazuza.

## História
A Sociedade Viva Cazuza foi criada em outubro de 1990 pelos pais de Cazuza, Lucinha Araújo e João Araújo, juntos com amigos e médicos, com o intuito de dar apoio aos pacientes com AIDS/HIV, no início, do Hospital Universitário Gaffrée e Guinle, na Tijuca, zona norte do Rio De Janeiro - considerando que Lucinha Araújo, cansada de ver várias crianças soropositivas serem abandonadas pelas famílias, resolveu criar a Sociedade e dedicar todo o seu tempo e carinho de mãe que antes era exclusivo para o seu único filho (Cazuza, falecido pela doença) a meninos e meninas que passaram a viver na casa.  
O trabalho da Sociedade junto ao Hospital Universitário Gaffrée e Guinle durou de 1990 a 1992, conseguindo aumentar o número de leitos destinados aos pacientes da AIDS, reformar enfermarias e berçário e fornecer remédios, exames e cestas básicas para os soropositivos por eles assistidos. Após esse período, a Sociedade Viva Cazuza começou a operar independentemente.
Em 1994, foi inaugurada a primeira Casa De Apoio Pediátrico do município do Rio De Janeiro, com imóvel cedido pelo governo do estado.
A Sociedade Viva Cazuza também atendeu a pacientes adultos com a doença (que, na sua maioria, são analfabetos e foram cadastrados pela Sociedade para receberem cestas básicas e apoios mensais no tratamento). O Programa de Adesão e Tratamento da ONG também acompanhou 140 pessoas que têm dificuldades para ler e compreender a prescrição médica. A Sociedade também distribuía um cartão colorido e ajudava os pacientes analfabetos a identificar os remédios e os respectivos horários que deveriam ser tomados durante todo o tratamento. 
"A AIDS é uma doença que contamina todo mundo que está em volta. Mas é um contágio positivo, que não nos deixa indiferente diante do sofrimento das pessoas que têm essa doença. Quando meu filho morreu, prometi que não falaria mais sobre HIV na vida. Mas não adiantou, já estava contaminada." (Lucinha Araújo) 

## Projeto Cazuza e Centro Cultural Cazuza
O Projeto Cazuza foi inaugurado em junho de 1997 como um espaço dentro da Sociedade Viva Cazuza com o acervo do cantor e compositor Cazuza - incluindo fotos, vídeos, matérias de jornais, todos os seus CDs e LPs, manuscritos originais, máquinas de escrever, pôsteres e roupas usadas pelo cantor em seu último show. O Projeto tem como finalidade manter viva a imagem do artista e atualmente encontra-se no Centro Cultural Cazuza localizado na cidade de Vassouras (Rio de Janeiro), na Rua Custódio Guimarães, 65 - Centro de Vassouras (CEP 27700-000), aberto ao público todos os dias. 
O Centro Cultural Cazuza, inaugurado 11 de maio de 2018, fica no centro histórico da cidade e é hoje um dos principais espaços públicos para abrigar mostras, exposições, concertos, encenações e congrega as artes e os artistas vassourenses. 

## Doações
No final do ano de 2010, a Prefeitura Do Rio de Janeiro, por meio da Secretaria Municipal de Saúde e Defesa Civil, doou R$ 100 Mil à Sociedade Viva Cazuza. O anúncio foi feito pelo então prefeito Eduardo Paes, durante o lançamento da campanha "A Moda Na Luta Contra O HIV", realizado no Palácio da Cidade, em Botafogo.
Em 2015 ocorreu um leilão no MAM da cidade do Rio de Janeiro organizado por Paula Lavigne e Malu Barreto onde foram doadas várias obras de artes de artistas renomados como Adriana Varejão, Os Gêmeos, Vik Muniz, Francisca Botelho dentre outros cuja renda do leilão foi revertida para a Viva Cazuza.
Em 2020 as atividades da casa, que inicialmente abrigava crianças HIV positivo durante 30 anos e depois crianças em situação de vulnerabilidade socioeconômica, foram encerradas e com isso o propósito de Lucinha Araujo havia sido cumprido. 
"Estamos realmente encerrando nossas atividades até o fim do ano, infelizmente. Motivos pessoais: Falta de foco na AIDS, crianças (que já) não nascem mais com HIV como antigamente e, principalmente, minha idade avançada." 

Atualmente 250 adultos HIV recebem mensalmente cestas básicas no local em que ficava a Sociedade Viva Cazuza no qual foi cedido uma parte para atender essas pessoas.